# Orstomaleyrodes
Orstomaleyrodes is een geslacht van halfvleugeligen (Hemiptera) uit de familie witte vliegen (Aleyrodidae), onderfamilie Aleyrodinae.
De wetenschappelijke naam van dit geslacht is voor het eerst geldig gepubliceerd door Cohic in 1966. De typesoort is Aleuroplatus fimbriae.

## Soort
Orstomaleyrodes omvat de volgende soort:
- Orstomaleyrodes fimbriae (Mound, 1965)